# Rivière Bassignac
Pour les articles homonymes, voir Bassignac (homonymie).
La rivière Bassignac est un affluent de la rivière Dufresnoy, coulant dans la ville de Rouyn-Noranda, dans la région administrative de l’Abitibi-Témiscamingue, au Québec, au Canada.
La foresterie s’avère la principale activité économique du secteur ; les activités récréotouristiques arrivent en second, surtout la villégiature. Le Parc linéaire Rouyn-Noranda longe le côté est du cours de la rivière.
Le cours de la rivière Bassignac est accessible par le chemin du Rang des Ponts et le chemin du Parc (côté sud du Parc national d'Aiguebelle).
Annuellement, la surface de la rivière est généralement gelée de la mi-novembre à la fin avril, néanmoins, la période de circulation sécuritaire sur la glace est habituellement de la mi-décembre à la mi-avril.

## Géographie
Les bassins versants voisins sont :

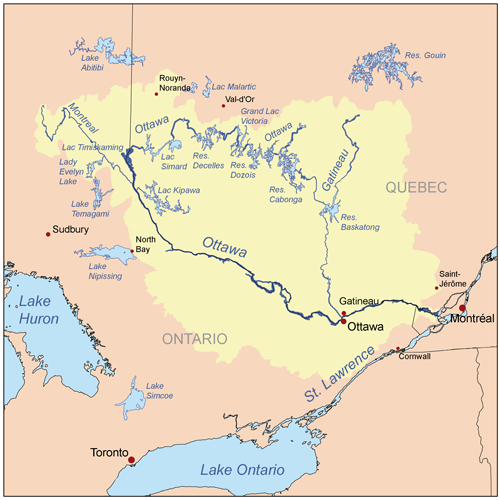
Bassin hydrographique de la rivière des Outaouais.

- Côté nord : lac Loïs, rivière Fréville, lac Malartic ;
- Côté est : rivière Villemontel, rivière Kinojévis, lac Chassignolle, lac Preissac ;
- Côté sud : lac Routhier, rivière Kinojévis ;
- Côté ouest : Petit lac Bassignac, lac Bassignac, rivière Kanasuta.

La rivière Bassignac prend sa source à l’embouchure du lac de l’Indien (longueur : 1,3 km ; altitude : 331 m) dans le Parc national d'Aiguebelle. Ce lac comporte quatre îles et une zone de marais à l’est.
L’embouchure du Petit lac Bassignac est situé à :
- 3,5 km au sud du lac Loïs ;
- 32,0 km au nord-ouest du lac Chassignolle ;
- 14,3 km au nord-est de la confluence de la rivière Bassignac avec la rivière Dufresnoy ;
- 18,4 km au nord-ouest de la confluence de la rivière Dufresnoy avec la rivière Kinojévis ;
- 35,1 km au nord du centre-ville de Rouyn-Noranda ;
- 68,6 km au nord-ouest de la confluence de la rivière Kinojévis avec la rivière des Outaouais[2].

À partir de l’embouchure du lac de l’Indien, la rivière Bassignac coule sur 32,7 km selon les segments suivants :
- 1,6 km vers le nord en recueillant la décharge (venant de l'Est) du lac des Huards, jusqu’à un coude de la rivière ;
- 4,7 km vers l'ouest en sort du Parc national d'Aiguebelle, jusqu’à la décharge du lac des Douze (venant de l'ouest) ;
- 5,8 km vers le sud-ouest, puis le sud, jusqu’au ruisseau Patrice (venant de l’est) ;
- 1,9 km vers l'ouest en serpentant en zone de marais jusqu’à un ruisseau (venant du nord) ;
- 7,0 km vers le sud en coupant le chemin du Parc et en serpentant jusqu’à la décharge (venant de l'ouest) d’un lac ;
- 4,8 km vers le sud jusqu’au chemin du rang du Parc, dans le lieu-dit Davangus ;
- 6,9 km vers le sud, puis le sud-est en longeant une zone de marais (du côté sud-est de la rivière), jusqu’à son embouchure[3].

L’embouchure de la rivière Bassignac se situe du côté est du hameau Rivière Bassignac :
- 59,5 km au nord-ouest de la confluence de la rivière Kinojévis et de la rivière des Outaouais ;
- 31,3 km au nord-ouest du lac Chassignolle ;
- 20,8 km au nord du centre-ville de Rouyn-Noranda ;
- 8,4 km au nord-ouest de l’embouchure de la rivière Dufresnoy ;
- 30,6 km au nord du lac Kinojévis.

La rivière Bassignac se déverse sur la rive nord de la rivière Dufresnoy. De là, le courant coule vers le sud-est pour se déverser sur la rive ouest de la rivière Kinojévis laquelle coule généralement vers le sud et le sud-est, en traversant les lacs Vallet, le Routier et le Kinojévis. Puis le courant continue vers le sud-est jusqu’à se déverser sur la rive nord de la rivière des Outaouais.

## Toponymie
Cet hydronyme évoque l’œuvre de vie de Jean d'Anglars de Bassignac (Bassignac, France, 1725 ‑ Paris, 1788), capitaine au régiment de Royal-Roussillon, dans la compagnie de Bassignac. D’Anglars a été reçu chevalier de Saint-Louis en octobre 1758. Il est retourné en France en 1760, soit après la conquête anglaise de la Nouvelle-France. La Commission de géographie, devenue en 1968 la Commission de toponymie du Québec, a approuvé cet hydronyme le 4 février 1949, bien que la désignation toponymique Rivière Bassignac soit en usage depuis 1928.
Le toponyme rivière Bassignac a été officialisé le 5 décembre 1968 à la Commission de toponymie du Québec, soit lors de sa création.